# نهائي دوري أبطال آسيا للنخبة 2025
نهائي دوري أبطال آسيا للنخبة 2025 هي مباراة كرة القدم الختامية من بطولة دوري أبطال آسيا للنخبة 2024–25 من الموسم الثالث والأربعون من بطولة كرة القدم الآسيوية الأولى للأندية التي ينظمها الاتحاد الآسيوي لكرة القدم (الاتحاد الآسيوي لكرة القدم)، والأولى منذ إعادة تنظيمها بمسماها الجديد بدوري أبطال آسيا للنخبة. أقيمت المباراة بين النادي الأهلي السعودي ونادي كاواساكي فرونتال الياباني على مدينة الملك عبد الله الرياضية في جدة بالمملكة العربية السعودية في 03 مايو 2025. تأهل النادي الأهلي لنهائي دوري أبطال آسيا للنخبة بعد تغلبه على نادي الهلال السعودي بنتيجة 3-1 ليصل إلى نهائي دوري أبطال آسيا لثالثة مرة في تاريخه، في المقابل حقق فريق كاواساكي فرونتال الياباني المفاجئة بالفوز على النصر السعودي بنتيجة 3-2 في نصف نهائي دوري أبطال آسيا للنخبة لكرة القدم ويتأهل لنهائي البطولة القارية للمرة الأولى في تاريخه، ويودع نادي النصر السعودي المنافسة الآسيوية بالكثير من خيبات الأمل على الأداء الهجومي للفريق مع إضاعة كريستيانو رونالدو و جون دوران للفرص المتاحة أمام المرمى الفريق الياباني. تعتبر هذه هي المباراة النهائية الأولى منذ عام 2018 التي لم يسبق لأي فريق من الفريقين المتأهلين للمباراة النهائية أن فاز في بطولة الأندية الآسيوية من قبل، يسعى الفريقين للحصول على لقب دوري أبطال أسيا للنخبة في نسختها الأولى بنظامها الجديد.
فاز نادي الأهلي السعودي على كاواساكي فرونتال الياباني بهدفين دون مقابل في نهائي دوري أبطال آسيا للنخبة 2025. ويضمن المشاركة ضمن ممثلي آسيا في نسخة كأس العالم للأندية 2029 المكونة من 32 فريقًا، حيث سترسل آسيا أربعة أبطال قاريين من نسخ 2025 إلى 2028. بالإضافة إلى حجزه مكانًا في كأس إنتركونتيننتال التي تم تقديمها حديثًا، وهي المرة الأولى التي يتأهل فيها نادي سعودي للمسابقة العالمية. ومن المقرر أن يواجه الأهلي الفائز في مباراة فاصلة بين أوقيانوسيا وأفريقيا. كما ضمن التأهل تلقائيًا إلى دوري أبطال آسيا 2025-26، بغض النظر عن ترتيبه نهاية دوري روشن السعودي 2024–25.
توج المدير الفني الألماني ماتياس يايسله بأول ألقابه مع الأهلي بطلاً لدوري أبطال آسيا للنخبة 2025، مسجلاً لحظة تاريخية ليس فقط للنادي ولكن لثلاثة من لاعبيه رياض محرز وروبرتو فيرمينو وإدوارد ميندي، فأصبح الثلاثي أول لاعبين يفوزون بدوري أبطال أوروبا ودوري أبطال آسيا، حيث توج رياض محرز بمسابقة دوري أبطال أوروبا مع مانشستر سيتي عام 2023، وحقق فيرمينو لقبه مع ليفربول عام 2019. وحقق إدوارد ميندي مسابقة دوري أبطال أوروبا مع نادي تشيلسي عام 2021.
أصبح الأهلي ثالث نادٍ سعودي يُتوّج باللقب الآسيوي، بعد الهلال (أربع مرات) والاتحاد (مرتين)، ليؤكد الحضور القوي للأندية السعودية في البطولة القارية. ويدخل الأهلي ضمن قائمة الأندية التي تُوّجت باللقب دون خسارة، ليصبح خامس فريق يحقق هذا الإنجاز بعد الاتحاد عام 2005، أوراوا ريد دايموندز عام 2007، غامبا أوساكا عام 2008، وأولسان هيونداي عام 2020.

## عن الفريقين
وفي الجدول التالي، كانت النهائيات حتى عام 2002 في عصر بطولة الأندية الآسيوية، ومن عام 2003 إلى عام 2024 كانت في عصر دوري أبطال آسيا.
| الفريق            | المشاركات السابقة في النهائيات (الخط الغليظ للأرقام يشير لسنة التتويج باللقب) |
| ----------------- | ----------------------------------------------------------------------------- |
| الأهلي            | 2 (1985–86، 2012)                                                             |
| كاواساكي فرونتالي | لم يسبق له الظهور في نهائي                                                    |

## ملعب المباراة
شهدت مدينة جدة إقامة مباريات الأدوار النهائية من دوري أبطال آسيا للنخبة خلال الفترة من 25 أبريل حتى 3 مايو 2025، على ملعب مدينة الملك عبدالله الرياضية وملعب مدينة الأمير عبدالله الفيصل الرياضية، وبعد اختيار الاتحاد السعودي لكرة القدم في ديسمبر 2023، كمضيف لنهائيات دوري أبطال آسيا للنخبة لموسم 2024-25 ولموسم 2025-26، تم تحديد استاد مدينة الملك عبدالله الرياضية واستاد الأمير عبد الله الفيصل في جدة لاستضافة استضافة الأدوار النهائية من دور ربع النهائي لأهم بطولات الأندية الآسيوية.
وفقا للوائح الاتحاد الآسيوي لكرة القدم يسمى مكان المباراة النهائي بملعب مدينة الملك عبدالله الرياضية، ولن يحتفظ "ملعب الإنماء" باسمه التجاري في مباريات الأدوار النهائية من دوري أبطال آسيا للنخبة، رغم أنه يملك حقوق التسمية، حيث أعلنت وزارة الرياضة في فبراير 2025، فوز مصرف الإنماء بعقد استثمار حقوق تسمية ملعب مدينة الملك عبدالله الرياضية في جدة حتى 2029، ليتحول بذلك الاسم الجديد إلى "ملعب الإنماء"، مقابل 20 مليون ريال لمدة 5 أعوام.
|                                                       |  |
| الطاقة الاستيعابية: 65،000 متفرج                      |  |
| مكان استضافة مباراة نهائي دوري أبطال آسيا للنخبة 2025 |  |

## الطريق إلى النهائي
ملاحظة: في جميع النتائج أدناه، تظهر نتيجة المتأهل للمباراة النهائية أولاً (د: داخل الأرض، خ، خارج الأرض).
| م | الفريق | لعب | نقاط |
| - | ------ | --- | ---- |
| 1 | الهلال | 8   | 22   |
| 2 | الأهلي | 8   | 22   |
| 3 | النصر  | 8   | 17   |
| 4 | السد   | 8   | 12   |

| م | الفريق              | لعب | نقاط |
| - | ------------------- | --- | ---- |
| 1 | يوكوهاما إف مارينوس | 7   | 18   |
| 2 | كاواساكي فرونتالي   | 7   | 15   |
| 3 | جوهور دار التعظيم   | 7   | 14   |
| 4 | غوانغجو             | 7   | 14   |

1. ↑  أعلن الاتحاد الآسيوي لكرة القدم نادي شاندونغ تايشان منسحبا من البطولة وذلك  بسبب عدم حضوره إلى المباراة المقررة مع فريق أولسان هيونداي في 19 فبراير 2025.[10]

### الأهلي
حصل الأهلي في مرحلة الدوري على المركز الثاني في منطقة الغرب برصيد 22 نقطة من ثمان مباريات، حيث فاز في الجولة الأولى على بيرسيبوليس الإيراني 1-0 في جدة، وفي الجولة الثانية على الوصل الإماراتي 2-0 في دبي، وفي الجولة الثالثة على الريان القطري 2-1 في الريان، وفي الجولة الرابعة على الشرطة العراقي 5-1 في جدة، وفي الجولة الخامسة على العين الإماراتي 2-1 في العين، وتعادل في الجولة السادسة مع الاستقلال الإيراني 2-2 في جدة، وفاز في الجولة السابعة على السد القطري 3-1 في الدوحة، وفاز في الجولة الثامنة على الغرافة القطري 4-2 في جدة.
ثم فاز الأهلي في دور الستة عشر على الريان القطري 5-1 في مجموع مباراتي الذهاب والإياب، وفاز في ربع النهائي على بوريرام يونايتد التايلاندي 3-0، وفي قبل النهائي على الهلال السعودي 3-1.

### كاواساكي فرونتالي
حصل كاوازاكي فرونتال على المركز الثاني في منطقة الشرق برصيد 15 نقطة في مرحلة الدوري من سبع مباريات، حيث فاز في الجولة الأولى على أولسان من جمهورية كوريا 1-0 في أولسان، ثم خسر في الجولة الثانية أمام غوانغجو من جمهورية كوريا 0-1 في كاوازاكي، وخسر في الجولة الثالثة أمام شنغهاي شينهوا الصيني 0-2 في شنغهاي، وفاز في الجولة الرابعة على شنغهاي بورت الصيني 2-0 في كاوازاكي، وفاز في الجولة الخامسة على بوريرام يونايتد التايلاندي 3-0 في بوريرام، وفاز في الجولة السابعة على بوهانغ ستيلرز من جمهورية كوريا 4-0 في بوهانغ، وفاز في الجولة الثامنة على سنترال كوست مارينرز الأسترالي 2-0 في كاوازاكي.
وفي دور الستة عشر فاز كاوازاكي على شنغهاي شينهوا الصيني بواقع 4-1 في مجموع المباراتين، وفي ربع النهائي على السد 3-2 بعد التمديد، قبل أن يتغلب في قبل النهائي على النصر السعودي 3-2.

## طقم التحكيم
إعلان الاتحاد الاسيوي لكرة القدم حكام نهائي دوري أبطال آسيا للنخبة 2024-25 بقيادة الحكم القطري عبد الرحمن الجاسم، الذي يُقام مساء السبت على ستاد مدينة الملك عبد الله الرياضية، ويجمع بين نادي الأهلي السعودي ونادي كاوازاكي فرونتال الياباني. ويُعد هذا الظهور الثاني للحكم عبدالرحمن الجاسم كحكم ساحة في نهائي أهم بطولة للأندية في القارة، بعد أن أدار نهائي دوري أبطال آسيا 2020 بين بيرسيبوليس الإيراني وأولسان هيونداي الكوري.
فيما تعتبر هذه المباراة السادسة التي يُديرها الجاسم في النسخة الحالية من البطولة، بعد أربع مباريات في دور المجموعات وواحدة في دور الستة عشر. ويعاونه في إدارة اللقاء الحكمان المساعدان طالب سالم المري ورمزان سعيد النعيمي من قطر، إلى جانب الحكم الرابع أحمد العلي من الكويت، ويشارك الحكم عبد الهادي العنزي من الكويت حكماً مساعداً احتياطياً.
ويتولى القطري خميس محمد المري مهمة حكم الفيديو المساعد، بمساعدة فو مينغ من الصين.

## المباراة

### تفاصيل المباراة
حسم الأهلي المباراة عبر هدفين في الشوط الأول سجلهما ويندرسون غالينو في الدقيقة 35 وفرانك كيسييه في الدقيقة 42 إثر تمريرتين من روبرتو فيرمينو، وقد كان الفريق الأفضل من حيث الاستحواذ والضغط الهجومي في أغلب فترات المباراة.
| الأهلي                      | 2–0   | كاواساكي فرونتالي |
| --------------------------- | ----- | ----------------- |
| جالينو 35' · فرانك كيسي 42' | تقرير |                   |

| الأهلي | كاواساكي فرونتالي |

| GK             | 16 | إدوارد ميندي       | 90+1' |       |
| RB             | 27 | علي مجرشي          |       |       |
| CB             | 4  | مريخ دميرال        | 44'   |       |
| CB             | 3  | روجير إيبانيز      |       |       |
| LB             | 77 | إزجان أليوسكي      |       |       |
| CM             | 79 | فرانك كيسي         |       |       |
| CM             | 30 | زياد الجهني        | 85'   | 85'   |
| CM             | 7  | رياض محرز          |       | 90+5' |
| RF             | 10 | روبرتو فيرمينو (ك) |       | 74'   |
| CF             | 13 | جالينو             |       | 74'   |
| LF             | 99 | إيفان توني         |       |       |
| قائمة البدلاء: |    |                    |       |       |
| GK             | 1  | عبد الرحمن الصانبي |       |       |
| GK             | 62 | عبد الله عبده      |       |       |
| DF             | 5  | محمد سليمان بكر    |       |       |
| DF             | 31 | سعد بالعبيد        |       |       |
| DF             | 32 | ماتيو دامس         |       |       |
| DF             | 46 | ريان حامد          |       |       |
| MF             | 8  | سميحان النابت      |       |       |
| MF             | 11 | ألكسندر كريستيان   |       | 85'   |
| MF             | 14 | عيد المولد         |       |       |
| MF             | 19 | فهد الرشيدي        |       | 90+5' |
| MF             | 24 | غابرييل فيغا       |       | 74'   |
| FW             | 9  | فراس البريكان      |       | 74'   |
| المدرب:        |    |                    |       |       |
| ماتياس يايسله  |    |                    |       |       |

| GK             | 98 | لويس ياماغوتشي       |  |     |
| RB             | 5  | أساهي ساساكي         |  |     |
| CB             | 2  | خالد الهاشمي         |  |     |
| CB             | 35 | يوإيتشي مارويوما     |  |     |
| LB             | 13 | سوتا ميورا           |  | 42' |
| RM             | 41 | أكيهيرو ليناغا       |  | 65' |
| CM             | 77 | يوكي ياماموتو        |  | 65' |
| CM             | 19 | سو كاواهارا          |  | 84' |
| LM             | 23 | مارسينهو             |  |     |
| CF             | 14 | ياسوتو واكيزاكا (ك)  |  |     |
| CF             | 9  | إريكسون سوزا         |  | 46' |
| قائمة البدلاء: |    |                      |  |     |
| GK             | 1  | جونغ سونغ ريونغ      |  |     |
| GK             | 21 | شونسوكي أندو         |  |     |
| DF             | 15 | شوتو تانابي          |  |     |
| DF             | 31 | ساي فان فيرميسكيركين |  | 42' |
| DF             | 44 | سيزار حيدر           |  |     |
| MF             | 8  | كينتو تاتشيبانادا    |  |     |
| MF             | 16 | يوتو أوزيكي          |  | 65' |
| MF             | 26 | هيناتا ياموتشي       |  | 84' |
| MF             | 30 | يوسوكي سيكوا         |  |     |
| FW             | 20 | شين يامادا           |  | 46' |
| FW             | 38 | يوسوكي سيكوا         |  |     |
| FW             | 38 | تاتسويا إتو          |  | 65' |
| المدرب:        |    |                      |  |     |
| شيكتوشي هاسيب  |    |                      |  |     |

|  | رجل المباراة: روبرتو فيرمينو (الأهلي) الحكام مساعدين: طالب المري (قطر) رمضان النعيمي (قطر) الحكم الرابع: أحمد العلي (الكويت) الحكم الخامس: عبد الهادي العنزي (الكويت) حكم تقنية الفيديو: خميس المري (قطر) حكم تقنية الفيديو المساعد: فو مينغ (الصين) | قواعد المباراة - يقام نهائي المسابقة من مباراة واحدة بنظام خروج المغلوب. - مباراة من 90 دقيقة مقسمة إلى شوطين مدة كل شوط 45 دقيقة. - تواجد اثنى عشر لاعبين في قائمة البدلاء، يمكن إجراء خمسة تبديلات مع السماح بالسادس في الوقت الإضافي. - يتأهل الفريق الفائز للمشاركة في كأس القارات للأندية 2025. - يحصل الفريق الفائز على مقعد مباشر في كأس العالم للأندية 2029. |

## روابط خارجية
- AFC Champions League Elite
, the-AFC.com